# Borůvkovec
Borůvkovec (Gaylussacia), česky též borůvkovník, je rod 50 druhů náležících do čeledi vřesovcovité, přirozeně rostoucí v Americe, kde se vyskytují na východě kontinentu Severní Amerika (osm druhů) a v Jižní Americe v Andách (7 druhů) a horách jihovýchodní Brazílie (35 druhů). V hovorové angličtině se borůvkovec nazývá „huckleberry“ (stejně jako další rostliny zcela odlišných rodů) a také „dangleberry“. Jsou to keře dorůstající do výšky 0.4-1.8 m.
Borůvkovec je pojmenován na počest francouzského chemika jménem Joseph Louis Gay-Lussac, žijícího v letech 1778-1850.

## Taxonomie
Borůvkovec je blízce příbuzný rodu brusnice (Vaccinium), a jejich vzájemné vztahy jsou zatím nejasné. V roce 2002 nebylo zatím potvrzeno zařazení borůvkovce do této sekce.